# Ministerio de Minas y Petróleos
El Ministerio de Minas y Petróleos fue un antiguo ministerio colombiano, creado en 1940 y desaparecido en 1974, al ser reemplazado por el Ministerio de Minas y Energía. 

## Historia
En el marco de la Segunda Guerra Mundial y la recesión econónmica que se vivió a nivel mundial, el Gobierno de Colombia diseñó un plan para la defensa y desarrollo de la industria nacional, a la vez que se buscaba el aprovechamiento de los recursos naturales.
Así, mediante el Decreto 968 del 18 de mayo de 1940, suscrito por el presidente Eduardo Santos Montejo, se creó el Ministerio, tomando algunas de sus funciones provenientes de los Ministerios de Economía Nacional y de Obras Públicas. Su primer ministro fue Juan Pablo Manotas.
El presidente Laureano Gómez Castro, mediante el decreto 464 del 28 de febrero de 1951, ordenó disolver el Ministerio de Comercio e Industria y el Ministerio de Minas y Petróleos para reemplazarlos por el nuevo Ministerio de Fomento, haciéndose efectivo el decreto el 1 de abril del mismo año. Algunos meses después, Castro ordenó volver a crear el Ministerio de Minas y Petróleos, reteniendo solo las funciones de Comercio e Industria al Ministerio de Fomento.
Tras la reforma adiministrativa de 1968, se le asignó el manejo de las fuentes de energía de origen primario, tales como el petróleo, gas natural, carbón y minerales radioactivos, mientras la transmisión y comercialización de electricidad quedó asignada al Ministerio de Obras Públicas. Bajo la presidencia de Misael Pastrana, el ministerio fue reestructurado mediante el Decreto 636 del 10 de abril de 1974, que le atribuyó mayores funciones, extraídas del Ministerio de Obras Públicas, y lo renombró como Ministerio de Minas y Energía.

## Listado de Ministros
La siguiente es la lista de ministros que ocuparon la titularidad de la cartera:
| N.°  | Ministros                                             | Inicio                   | Final                    | Presidente                                      | Ref.   |
| ---- | ----------------------------------------------------- | ------------------------ | ------------------------ | ----------------------------------------------- | ------ |
| 36.° | Gerardo Silva Valderrama                              | 13 de abril de 1973      | 10 de abril de 1974      | Misael Pastrana Borrero                         | [ 7 ]  |
| 35.° | Rafael Caicedo Espinosa                               | 9 de junio de 1971       | 13 de abril de 1973      | Misael Pastrana Borrero                         | [ 7 ]  |
| 34.° | Juan B. Fernández Renowitzky                          | 7 de agosto de 1970      | 9 de junio de 1971       | Misael Pastrana Borrero                         | [ 7 ]  |
| 33.° | Carlos Gustavo Arrieta Alandete                       | 7 de agosto de 1966      | 7 de agosto de 1970      | Carlos Lleras Restrepo                          | [ 8 ]  |
| 33.° | Carlos Gustavo Arrieta Alandete                       | 1° de septiembre de 1965 | 7 de agosto de 1966      | Guillermo León Valencia                         | [ 9 ]  |
| 32.° | Enrique Pardo Parra                                   | 23 de abril de 1963      | 1° de septiembre de 1965 | Guillermo León Valencia                         | [ 9 ]  |
| 31.° | Francisco E. Dávila                                   | 27 de octubre de 1962    | 23 de abril de 1963      | Guillermo León Valencia                         | [ 9 ]  |
| 30.° | Juan José Turbay                                      | 7 de agosto de 1962      | 27 de octubre de 1962    | Guillermo León Valencia                         | [ 9 ]  |
| 29.° | Víctor Guillermo Ricardo                              | 1° de septiembre de 1961 | 7 de agosto de 1962      | Alberto Lleras Camargo                          | [ 10 ] |
| 28.° | Hernando Durán Dussán                                 | 9 de noviembre de 1960   | 1° de septiembre de 1961 | Alberto Lleras Camargo                          | [ 10 ] |
| 27.° | José Elías del Hierro                                 | 5 de mayo de 1960        | 9 de noviembre de 1960   | Alberto Lleras Camargo                          | [ 10 ] |
| 26.° | Alfredo Araújo Grau                                   | 23 de mayo de 1959       | 5 de mayo de 1960        | Alberto Lleras Camargo                          | [ 10 ] |
| 25.° | Jorge Ospina Delgado                                  | 7 de agosto de 1958      | 23 de mayo de 1959       | Alberto Lleras Camargo                          | [ 10 ] |
| 24.° | Julio César Turbay Ayala                              | 11 de mayo de 1957       | 7 de agosto de 1958      | Junta Militar de Colombia                       | [ 11 ] |
| 23.° | Francisco Puyana Menéndez                             | 19 de septiembre de 1956 | 11 de mayo de 1957       | Gral. Gustavo Rojas Pinilla                     | [ 12 ] |
| 22.° | Félix García Ramírez                                  | 22 de febrero de 1956    | 19 de septiembre de 1956 | Gral. Gustavo Rojas Pinilla                     | [ 12 ] |
| 21.° | Pedro Manuel Arenas                                   | 7 de agosto de 1954      | 22 de febrero de 1956    | Gral. Gustavo Rojas Pinilla                     | [ 12 ] |
| -    | Gabriel París Gordillo (e)                            | 27 de julio de 1954      | 7 de agosto de 1954      | Gral. Gustavo Rojas Pinilla                     | [ 12 ] |
| 20.° | Pedro Nel Rueda Uribe                                 | 13 de junio de 1953      | 27 de julio de 1954      | Gral. Gustavo Rojas Pinilla                     | [ 12 ] |
| 20.° | Pedro Nel Rueda Uribe                                 | 25 de mayo de 1953       | 13 de junio de 1953      | Roberto Urdaneta Arbeláez                       | [ 13 ] |
| 19.° | Rodrigo Noguera Laborde                               | 27 de mayo de 1952       | 25 de mayo de 1953       | Roberto Urdaneta Arbeláez                       | [ 13 ] |
| 18.° | Eleuterio Serna Ramírez                               | 29 de abril de 1952      | 27 de mayo de 1952       | Roberto Urdaneta Arbeláez                       | [ 13 ] |
| -    | Carlos Villaveces Restrepo (e)                        | 1 de marzo de 1952       | 29 de abril de 1952      | Roberto Urdaneta Arbeláez                       | [ 13 ] |
| -    | Ministerio abolido (Vigente el Ministerio de Fomento) | 5 de noviembre de 1951   | 1 de marzo de 1952       | Roberto Urdaneta Arbeláez                       | [ 13 ] |
| -    | Ministerio abolido (Vigente el Ministerio de Fomento) | 1 de abril de 1951       | 5 de noviembre de 1951   | Laureano Gómez Castro                           | [ 14 ] |
| 17.° | Manuel Carvajal Sinisterra                            | 7 de agosto de 1950      | 1 de abril de 1951       | Laureano Gómez Castro                           | [ 14 ] |
| 16.° | José Elías del Hierro                                 | 21 de mayo de 1949       | 7 de agosto de 1950      | Mariano Ospina Pérez                            | [ 15 ] |
| 15.° | Samuel Arango Reyes                                   | 23 de marzo de 1949      | 21 de mayo de 1949       | Mariano Ospina Pérez                            | [ 15 ] |
| 14.° | Alonso Aragón Quintero                                | 10 de abril de 1948      | 23 de marzo de 1949      | Mariano Ospina Pérez                            | [ 15 ] |
| 13.° | Joaquín Estrada Monsalve                              | 21 de marzo de 1948      | 10 de abril de 1948      | Mariano Ospina Pérez                            | [ 15 ] |
| 12.° | Francisco de Paula Vargas                             | 23 de abril de 1947      | 21 de marzo de 1948      | Mariano Ospina Pérez                            | [ 15 ] |
| 11.° | Tulio Enrique Tascón                                  | 11 de diciembre de 1946  | 23 de abril de 1947      | Mariano Ospina Pérez                            | [ 15 ] |
| 10.° | Luis Buenahora                                        | 7 de agosto de 1946      | 11 de diciembre de 1946  | Mariano Ospina Pérez                            | [ 15 ] |
| 9.°  | Carlos de Mendoza Vargas                              | 23 de abril de 1946      | 7 de agosto de 1946      | Alberto Lleras Camargo                          | [ 16 ] |
| 8.°  | Alberto Camacho Angarita                              | 9 de septiembre de 1945  | 23 de abril de 1946      | Alberto Lleras Camargo                          | [ 16 ] |
| 7.°  | Jesús Antonio Guzmán                                  | 7 de agosto de 1945      | 9 de septiembre de 1945  | Alberto Lleras Camargo                          | [ 16 ] |
| 7.°  | Jesús Antonio Guzmán                                  | 24 de abril de 1945      | 7 de agosto de 1945      | Alfonso López Pumarejo                          | [ 17 ] |
| 6.°  | Manuel Barrera Parra                                  | 30 de marzo de 1945      | 24 de abril de 1945      | Alfonso López Pumarejo                          | [ 17 ] |
| 5.°  | Néstor Pineda                                         | 12 de julio de 1944      | 30 de marzo de 1945      | Alfonso López Pumarejo                          | [ 17 ] |
| -    | Carlos Gustavo Arrieta Alandete (e)                   | 10 de julio de 1944      | 12 de julio de 1944      | Darío Echandía Olaya, durante el Golpe de Pasto | [ 18 ] |
| 5.°  | Néstor Pineda                                         | 16 de mayo de 1944       | 10 de julio de 1944      | Alfonso López Pumarejo                          | [ 17 ] |
| 5.°  | Néstor Pineda                                         | 6 de marzo de 1944       | 16 de mayo de 1944       | Darío Echandía Olaya                            | [ 19 ] |
| 4.°  | Carlos Uribe Echeverri                                | 19 de noviembre de 1943  | 6 de marzo de 1944       | Darío Echandía Olaya                            | [ 19 ] |
| 4.°  | Carlos Uribe Echeverri                                | 14 de octubre de 1943    | 19 de noviembre de 1943  | Alfonso López Pumarejo                          | [ 18 ] |
| 3.°  | Tulio Enrique Tascón                                  | 8 de octubre de 1943     | 14 de octubre de 1943    | Alfonso López Pumarejo                          | [ 18 ] |
| 2.°  | Néstor Pineda                                         | 7 de agosto de 1942      | 8 de octubre de 1943     | Alfonso López Pumarejo                          | [ 18 ] |
| 2.°  | Néstor Pineda                                         | 21 de octubre de 1941    | 7 de agosto de 1942      | Eduardo Santos Montejo                          | [ 20 ] |
| 1.°  | Juan Pablo Manotas                                    | 18 de mayo de 1940       | 21 de octubre de 1941    | Eduardo Santos Montejo                          | [ 20 ] |

### Ministros encargados
| Nombre                    | Fecha de designación     | Cargo                             | Presidente                  | Ref.   |
| ------------------------- | ------------------------ | --------------------------------- | --------------------------- | ------ |
| Hernando Márquez Arbeláez | 15 de noviembre de 1973  | Viceministro                      | Misael Pastrana Borrero     | [ 7 ]  |
| Hernando Márquez Arbeláez | 2 de noviembre de 1973   | Viceministro                      | Misael Pastrana Borrero     | [ 7 ]  |
| José María Córdoba Pérez  | 16 de abril de 1973      | Viceministro                      | Misael Pastrana Borrero     | [ 7 ]  |
| José María Córdoba Pérez  | 17 de agosto de 1972     | Viceministro                      | Misael Pastrana Borrero     | [ 7 ]  |
| Roberto McCausland Muñoz  | 8 de junio de 1970       | Viceministro                      | Carlos Lleras Restrepo      | [ 8 ]  |
| Roberto McCausland Muñoz  | 17 de marzo de 1970      | Viceministro                      | Carlos Lleras Restrepo      | [ 8 ]  |
| Roberto McCausland Muñoz  | 27 de enero de 1969      | Viceministro                      | Carlos Lleras Restrepo      | [ 8 ]  |
| Antonio de Pombo Román    | 22 de enero de 1967      | Secretario General del Ministerio | Carlos Lleras Restrepo      | [ 8 ]  |
| Aurelio Martínez Canabal  | 11 de mayo de 1966       |                                   | Guillermo León Valencia     | [ 9 ]  |
| Aurelio Martínez Canabal  | 24 de enero de 1966      |                                   | Guillermo León Valencia     | [ 9 ]  |
| Juan Hernández Sáenz      | 2 de noviembre de 1960   | Secretario General del Ministerio | Alberto Lleras Camargo      | [ 10 ] |
| Juan Hernández Sáenz      | 12 de diciembre de 1959  | Secretario General del Ministerio | Alberto Lleras Camargo      | [ 10 ] |
| Julio César Turbay Ayala  | 9 de agosto de 1958      | Ministro de Relaciones Exteriores | Alberto Lleras Camargo      | [ 10 ] |
| Jorge Mejía Salazar       | 23 de abril de 1958      | Ministro de Agricultura           | Junta Militar de Colombia   | [ 11 ] |
| Pedro Manuel Arenas       | 11 de septiembre de 1956 | Ministro de Justicia              | Gral. Gustavo Rojas Pinilla | [ 12 ] |
| Hernán Jaramillo Ocampo   | 18 de febrero de 1950    | Ministro de Hacienda              | Mariano Ospina Pérez        | [ 15 ] |
| Adán Arriaga Andrade      | 2 de octubre de 1945     | Ministro de Trabajo               | Alberto Lleras Camargo      | [ 16 ] |
| Luis Alberto Lindarte     | 21 de octubre de 1941    | Secretario General del Ministerio | Eduardo Santos Montejo      | [ 20 ] |